# スーパーショット
スーパーショットとは、田宮模型（現・タミヤ）が生産していた1/10スケールの4輪駆動（4WD）電動ラジコンバギー。1986年に発売された。ホットショットのアップグレード版と言えるモデルで、ホットショットをベースに当時オプションとして発売されていたCVAオイルダンパーを前後輪に各一本、計四本独立して搭載し、車体底部にはアンダーカバー、全ての軸受け類にはボールベアリングが装着され、モーターもマブチ製の高回転型モーター、「RX-540SDテクニパワー」にアップグレードされた。加えて、ホットショットのキットには同梱されなかった金メッキホイール、ピンスパイクタイヤも標準で同梱された。
ところが、元々高額であったホットショットに、これだけのオプションパーツを同梱したことから発売価格が29800円という非常に高額なものとなった。
また、シャーシについては操舵系統は初代から全く変更されておらず、バンプステアの発生は相変わらずであり、ただでさえ重量のあった車体に先述のオプションパーツを装備したことから尚更車体重量が増加し、これが標準装備される「テクニパワー」モーターにはかなりの負担となり（このモデルの発売当時は田宮模型からトルク重視型のモーターがまだ発売されていなかった）、結局はただ高額であるだけで満足にレースを戦えないモデルとなってしまった。
このことから各部を根本的に改良し低価格化を実現した「ブーメラン」が後に発表されることとなった。
2012年2月には復刻版が発売。モーターが「GTチューンモーター」に、リヤダンパーステーがFRP製に変更されたが、商品名も諸事情により「スーパーホットショット」に変更された。

## メカニズム
- シャーシ：EPL製バスタブ複合モノコック構造
- サスペンション：
F/ボールマウント・Aアームダブルウィッシュボーン独立懸架、CVAオイルダンパーショートタイプ搭載
R/Hアームダブルウィッシュボーン独立懸架、CVAオイルダンパーロングタイプ搭載
- タイヤ・ホイール：
F/ピンスパイク、トレッド幅25mm
R/ピンスパイク、トレッド幅35mm
F/Rともに1ピース造形、金メッキ仕様
- ボディ：ポリカーボネート製ハーフカウル＋EPL製トラス構造フレーム
- 原動機：電気直流モーター、マブチ・RX-540SD　テクニパワー

（復刻版はGTチューンモーター）
- 駆動形式：横置きミッドシップ・モーター、シャフト駆動式四輪駆動
- 本体重量（コントロール装置・バッテリー除外時）：約1500g
- 価格：29800円（1986年当時）32800円（復刻版）[2]